# Gérygone de Norfolk
Gerygone modesta
Espèce
Statut de conservation UICN

 NT  : Quasi menacé
La Gérygone de Norfolk (Gerygone modesta) est une espèce de passereau de  la famille des Acanthizidae.

## Distribution
Cette espèce est endémique de l'île Norfolk.

## Publication originale
- Pelzeln, 1860 : Norfolk Island Kaka. Sitzungsberichte der Kaiserliche Akademie der Wissenschaften in Wien, vol. 41, p. 319-332.